# Fahrenholzia
Fahrenholzia ist eine Gattung der Echten Tierläuse mit 12 Arten, die ausschließlich bei Taschenmäusen vorkommt. Die blutsaugenden Parasiten halten sich permanent auf ihrem Wirt auf. Wirt und Parasit haben sich evolutionär parallel entwickelt und divergente Ereignisse liefen bei Fahrenholzia kurz nach solchen bei ihren Wirt ab. Die Gattung ist nach dem deutschen Biologen Heinrich Fahrenholz benannt. Die Fühler bestehen aus fünf Gliedern. Das erste Beinpaar ist kleiner als die beiden übrigen. Die hinteren Tarsen tragen am Vorderrand einen kleinen Fortsatz. Das zweite abdominale Sternit trägt zwei Chitinplatten. Pleurite sind am zweiten bis vierten Segment ausgebildet und gut entwickelt. Jedes Segment trägt eine querverlaufende Reihe von Borsten.
Die Gattung enthält folgende Arten:
- Fahrenholzia boleni McDaniel, 1968
- Fahrenholzia ehrlichi Johnson, 1962
- Fahrenholzia fairchildi Johnson, 1962
- Fahrenholzia ferrisi Werneck, 1952
- Fahrenholzia hertigi Johnson, 1962
- Fahrenholzia microcephala Ferris, 1922
- Fahrenholzia pinnata Kellogg and Ferris, 1915 (Typspezies)
- Fahrenholzia reducta Ferris, 1922
- Fahrenholzia schwartzi Werneck, 1952
- Fahrenholzia texana Stojanovich and Pratt, 1961
- Fahrenholzia tribulosa Ferris, 1922
- Fahrenholzia zacatecae Ferris, 1922